# Кафка: за малую литературу
«Кафка: за малую литературу» (фр. Kafka. Pour une littérature mineure, 1975) — второе по счёту после «Анти-Эдипа» совместное философское произведение французских философов Жиля Делёза и Феликса Гваттари, впервые изданное в 1975 году. Книга посвящена творчеству Франца Кафки.

## Содержание
Книга включает в себя 9 глав, в каждой из которых авторами рассматриваются различные аспекты литературного творчества Франца Кафки. Философы отмечают, что общий интерес авторов к теме сочинения прежде всего вызван тем, что Кафка, будучи писателем, стал также предвестником грядущих «дьявольских сил», которые впоследствии обрушились на Европу XX века, а именно: тоталитарные режимы, среди которых национал-социализм, коммунизм, фашизм в Италии и внушительные трансформации капиталистического мира. Иными словами, Кафка предсказывает новую современность, совершенно отличающуюся от той, что характерна для второй половины XIX века. Однако, как отмечается в книге, Кафка не проводит в своих произведениях критический анализ, а наоборот, создаёт персонажей, органично сосуществующих в мире с новоявленной современностью. Именно этот феномен философы и анализируют в своей работе.

«Работа о Кафке является диагностикой всех дьявольских сил, которые нас поджидают.»— Делёз Ж. Переговоры / Пер. В. Ю. Быстрова – СПб., 2004. С. 81.
Основные идеи, предлагаемые авторами, сводятся к тому, что литература Кафки является по своей структуре, так называемой, «машиной», которая включает в себя три элемента, выполняющих индивидуальную литературную функцию:
- Письма — это своего рода драйверы всего творчества Кафки;
- Новеллы — это литературные формы, создающие новые, более широкие возможности для творчества;
- Романы — это литературные формы, используемые Кафкой для нескончаемого письма.

Кроме того, каждой из этих литературных форм соответствует определённый психический аффект: письмам — страх, новеллам — ускользание, а романам — демонтаж машин.
Мир Кафки, анализируемый философами, отличается своей своеобразностью, которая заключается в том, что здесь имеют место не живые персонажи, а люди как части различных социальных машин, состоящих из разнообразных «сегментов», «серий», «блоков» и т. д., которые подчинены единому принципу авторитарного управления. В современности Кафки, сформированной таким образом, основным субъектом выступает не отдельный индивид, а масса, организованная определённым порядком. Таким порядком у Делёза и Гваттари является желание (фр. libido) — особая психическая энергия.

## Перевод на русский язык
На русский язык книга была переведена доктором философских наук Я. И. Свирским и издана в 2015 году.